# Ylimmäinen (sjö i Rautjärvi, Södra Karelen)
Ylimmäinen är en sjö i kommunen Rautjärvi i landskapet Södra Karelen i Finland. Sjön ligger 77,2 meter över havet. Den är 20,71 meter djup. Arean är 52 hektar och strandlinjen är 5,68 kilometer lång. Sjön  ingår i Vuoksens huvudavrinningsområde.   Den ligger omkring 67 km nordöst om Villmanstrand och omkring 270 km nordöst om Helsingfors. 